# خدمات تلفن تصویری

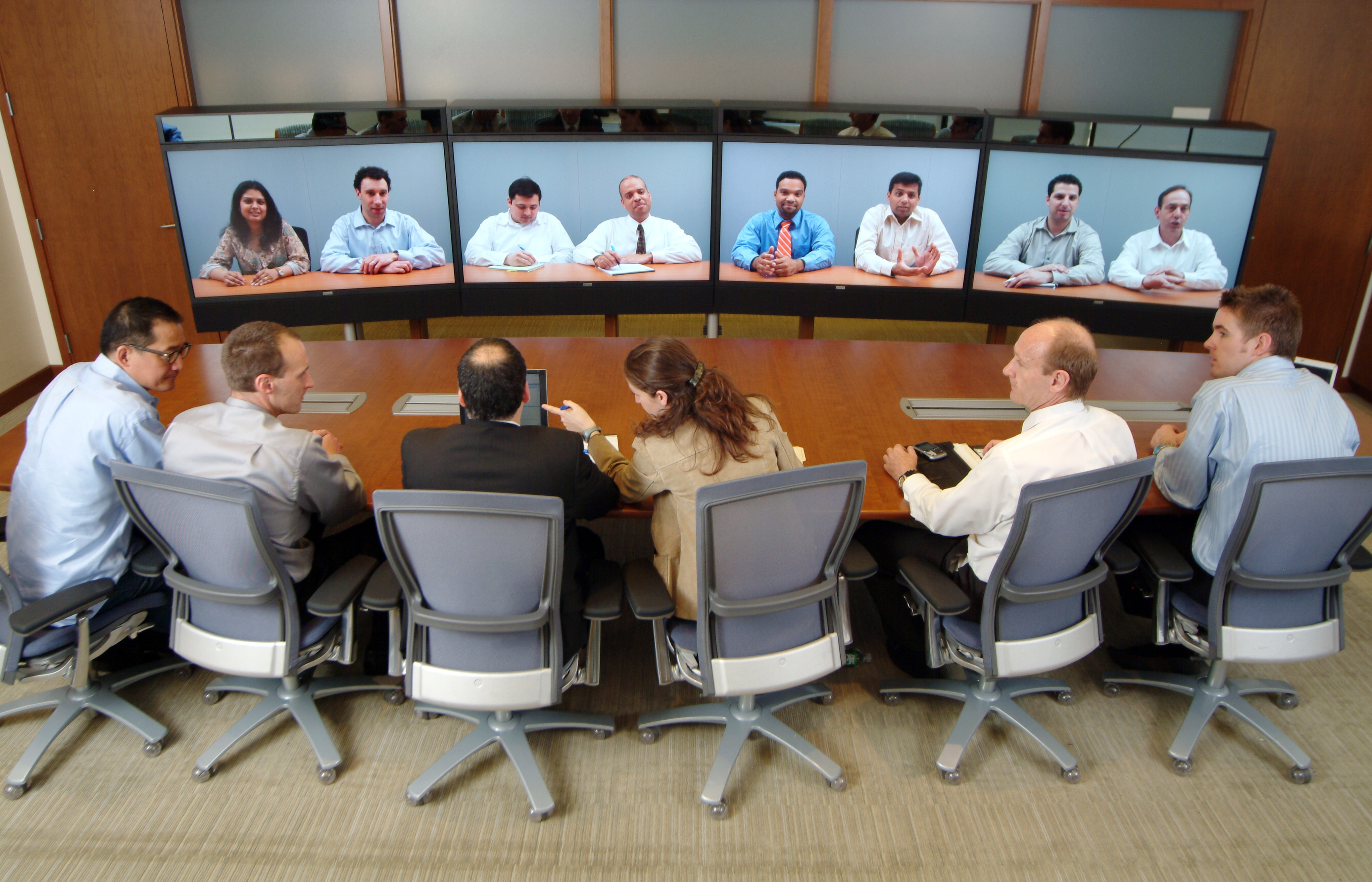
یک سامانه دورحضوری در سال ۲۰۰۷

خدمات تلفن تصویری(به انگلیسی Videotelephony) شامل فناوری‌های دریافت و انتقال سیگنال‌های صوتی - تصویری توسط کاربران در مکان‌های مختلف، برای برقراری ارتباط بی درنگ بین افراد است. ویدئوفون تلفنی دارای نمایشگر، است که قادر به پخش همزمان فیلم صدا دار برای برقراری ارتباط بی درنگ بین افراد می‌باشد. کنفرانس ویدئویی به معنای استفاده از این فناوری برای یک جلسه گروهی یا سازمانی است.

## تاریخ

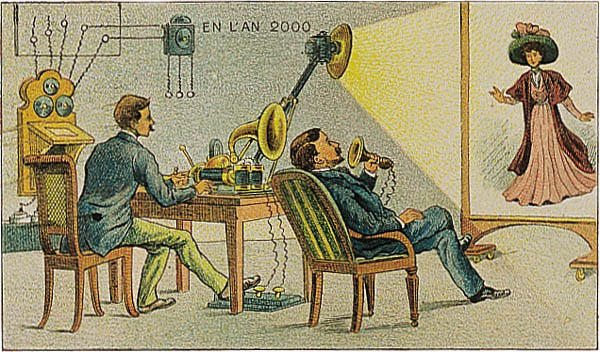
پیش‌بینی شد که تلفن تصویری تا سال ۲۰۰۰ مورد استفاده قرار گیرد، همان‌طور که در سال ۱۹۱۰ پیش‌بینی شده بود (برداشت هنرمند)